# Changhe A6
Changhe A6 — це компактний седан, який вироблявся BAIC під керівництвом дочірньої компанії Changhe.

## Огляд

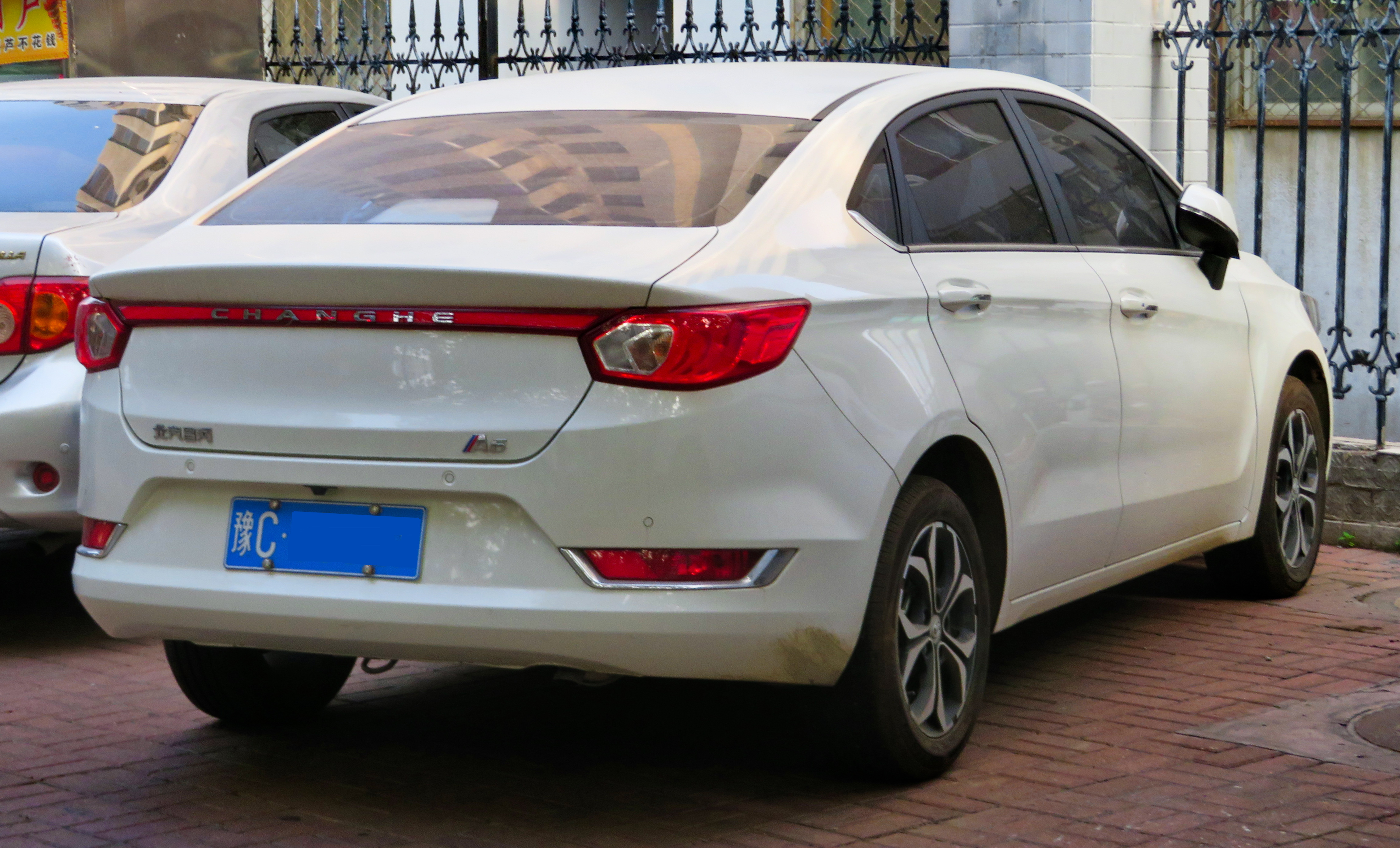
Вид ззаду

Компактний седан Changhe A6 має ту ж саму платформу, що й Senova D50 другого покоління, а також 1,5-літровий двигун від Mitsubishi, який виробляє 116 к.с. (87 кВт) і 142 Нм крутного моменту, який також використовує Senova D50.  Ціни на Changhe A6 коливалися від 69 800 до 99 800 юанів. 